# Metamorfismo di seppellimento
Con metamorfismo di seppellimento si intende quel particolare metamorfismo che avviene ad alte pressioni e basse temperature. Questo metamorfismo è tipico dei grossi bacini sedimentari, dove la pressione causate dagli strati sovrastanti innescano le reazioni metamorfiche. Le principali facies associate a questo metamorfismo sono: facies zeolitica, facies a prehnite-pumpellyite e facies a scisti blu.